# 平川達也
平川 達也（ひらかわ たつや、1962年2月27日 - ）は、日本の音楽家、ギタリスト、作曲家、プロデューサー。

## パーソナルデータ
- 本名：平川 達也
- 誕生日：1962年2月27日
- 出身地：静岡県浜松市
- 血液型：O型
- ニックネーム：たっちゃん

## 来歴
- 1988年、当時アイドルだった渡瀬マキのバックバンドメンバーとして、参加。その後、音楽仲間であった川添智久、小柳昌法と共にバンド「LINDBERG」を結成。
- 1989年、LINDBERGがデビュー。LINDEBRGの楽曲の作曲者として「今すぐ Kiss Me」などの多数の楽曲を生む。
- 1997年10月16日、渡瀬マキと結婚。
- 1999年11月6日、長男が誕生。
- 2002年8月24日、LINDBERGが解散。その後、プロデューサーとして活動。
- 2003年8月26日、長女が誕生。
- 2005年、4月から放送の始まった日本テレビ系のオーディション番組、「歌スタ!!」に、ウタイビトハンター(審査員)として、2010年3月の番組終了まで、不定期に出演。
- 2008年、渡瀬マキとのユニット「スマイルゴーラウンド」を結成。
- 2009年限定で、LINDBERGが再結成。
- 2010年、渡瀬マキとのユニット「タツマキ」を結成。
- 2023年4月1日、渡瀬と株式会社ティンカティンカの設立を発表[1]。

## ディスコグラフィ

### ソロアルバム(CD)
- 『LINDBERG INSTRUMENTAL』（1996.3.21、TMCL-30001） 
  - 未発表曲「コッカさんの大冒険」を含む、計13曲。LINDBERGの曲をインストにアレンジ。
  - 1. 今すぐ Kiss Me／2. VOICE OF ANGEL／3. 会いたくて -Lover Soul-／4. だってそうじゃない!?／5. 青いかけら／6. 八月の鯨／7. GLORY DAYS／8. 念ずれば花開く／9. LITTLE WING／10. GAMBAらなくちゃね／11. MINE／12. 10セントの小宇宙(ゆめ)／13. コッカさんの大冒険

## プロデュース
- sacra
- The Rainmakers
- 神楽:『線香花火』(2004/8/25,BLMR-0001)、『若草ラプソディー』(2005/3/9,BLMR-0002)

## 楽曲提供
※LINDBERGと渡瀬マキへの提供曲は割愛している
- 白石涼子：「藍いまぼろし」「太陽のかけら」「夏の夕暮れと涙の誓い」
- 宮崎羽衣：「time 〜僕らがまだ知らないチカラ〜」
- 中ノ森BAND：「旅への扉」
- 辻あゆみ：「ちいさな声に気づいて」
- Bitter & Sweet：「Bitter & Sweet」
- SIRIUS：「ちいさな勇気 」「ボクのヒーロー」「夏色のヒカリ」「レインボウ」
- 佐藤優樹：「グリーン・フラワー」